# Cantó de Bordeus-7

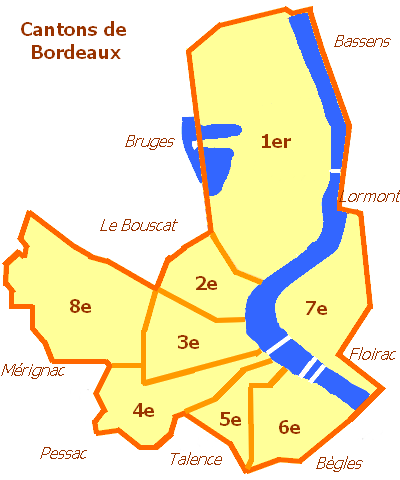
Els 8 cantons de Bordeus

El cantó de Bordeus-7 és un cantó francès del departament de la Gironda, situat al districte de Bordeus. Comprèn la part oriental del municipi de Bordeus (quartier de La Bastide).

## Història
| Data d'elecció                           | Identitat        | Partit           | Qualitat |
| ---------------------------------------- | ---------------- | ---------------- | -------- |
| 1945-1951                                | Fernand Audeguil | SFIO             |          |
| 1951-1965                                | M. Goussebaire   |                  |          |
| 1965-1976                                | Pierre Mora      | SFIO, després PS |          |
| 1976-1982                                | Pierre Castets   | PS               |          |
| 1982-                                    | Daniel Jault     | PS               |          |
| les dades anteriors no són pas conegudes |                  |                  |          |
|                                          |                  |                  |          |

## Demografia
| 1962 | 1968 | 1975 | 1982 | 1990 | 1999 | 2006   |
| ---- | ---- | ---- | ---- | ---- | ---- | ------ |
| -    | -    | -    | -    | -    | -    | 14.153 |